# Zona metropolitana de Veracruz
La zona metropolitana de Veracruz (ZMV) es el área metropolitana formada por la ciudad y puerto mexicano de Veracruz, su municipio homónimo, y cinco municipios más del estado de Veracruz de Ignacio de la Llave.
La ciudad tiene un IDH de 0.771 según datos del INEGI de 2023, convirtiéndola en la segunda Zona Metropolitana con el IDH más alto del Estado de Veracruz, esto debido a que últimamente algunos municipios que conforman esta Metrópoli, tales como Boca del Río y Veracruz, han tenido un gran crecimiento económico y social en los últimos años.
Según los datos del Censo de Población y Vivienda 2020 realizado por el INEGI y publicados en 2021, la Zona Metropolitana de Veracruz contó hasta ese año con 939,046 habitantes, lo que la convirtió en la vigésima más poblada de México, y en la más poblada del estado de Veracruz de Ignacio de la Llave. Cabe destacar que presenta un crecimiento poblacional sostenido convirtiéndola en un eje de la región, ya que se le considera como la más importante del Estado de Veracruz y también del golfo de México.

## Municipios integrantes
La Zona Metropolitana de Veracruz está conformada por 6 municipios del estado de Veracruz de Ignacio de la Llave.
| Municipio               |
| ----------------------- |
| Veracruz(2)             |
| Boca del Río(2)         |
| Medellín de Bravo(1)    |
| Alvarado(1)             |
| Jamapa(1)               |
| Manlio Fabio Altamirano |

## Demografía

### Población por municipio
A continuación se muestra la distribución de la población de la Zona Metropolitana de Veracruz por municipio.
| Municipio               | Población |
| ----------------------- | --------- |
| Veracruz                | 607,209   |
| Boca del Río            | 144,550   |
| Medellín                | 95,202    |
| Alvarado                | 57,035    |
| Manlio Fabio Altamirano | 23,918    |
| Jamapa                  | 11,132    |
| Total(3)                | 939,046   |

### Localidades más pobladas
A continuación se muestran las 15 localidades más pobladas de la Zona Metropolitana de Veracruz.
| Localidad                           | Municipio    | Población |
| ----------------------------------- | ------------ | --------- |
| Veracruz                            | Veracruz     | 405,952   |
| Veracruz                            | Boca del Río | 132,011   |
| Valente Díaz                        | Veracruz     | 36,818    |
| Fraccionamiento Puente Moreno       | Medellín     | 34,913    |
| Lomas de Río Medio Cuatro           | Veracruz     | 20,849    |
| Alvarado                            | Alvarado     | 20,797    |
| Fraccionamiento Geovillas los Pinos | Veracruz     | 16,855    |
| Las Amapolas                        | Veracruz     | 15,076    |
| Hacienda Sotavento                  | Veracruz     | 11,583    |
| El Tejar                            | Medellín     | 11,144    |
| Los Torrentes                       | Veracruz     | 10,870    |
| Boca del Río                        | Boca del Río | 9,988     |
| Colinas de Santa Fe                 | Veracruz     | 9,205     |
| Fraccionamiento Arboledas San Ramón | Medellín     | 8,894     |
| Valle Alto                          | Veracruz     | 6,688     |

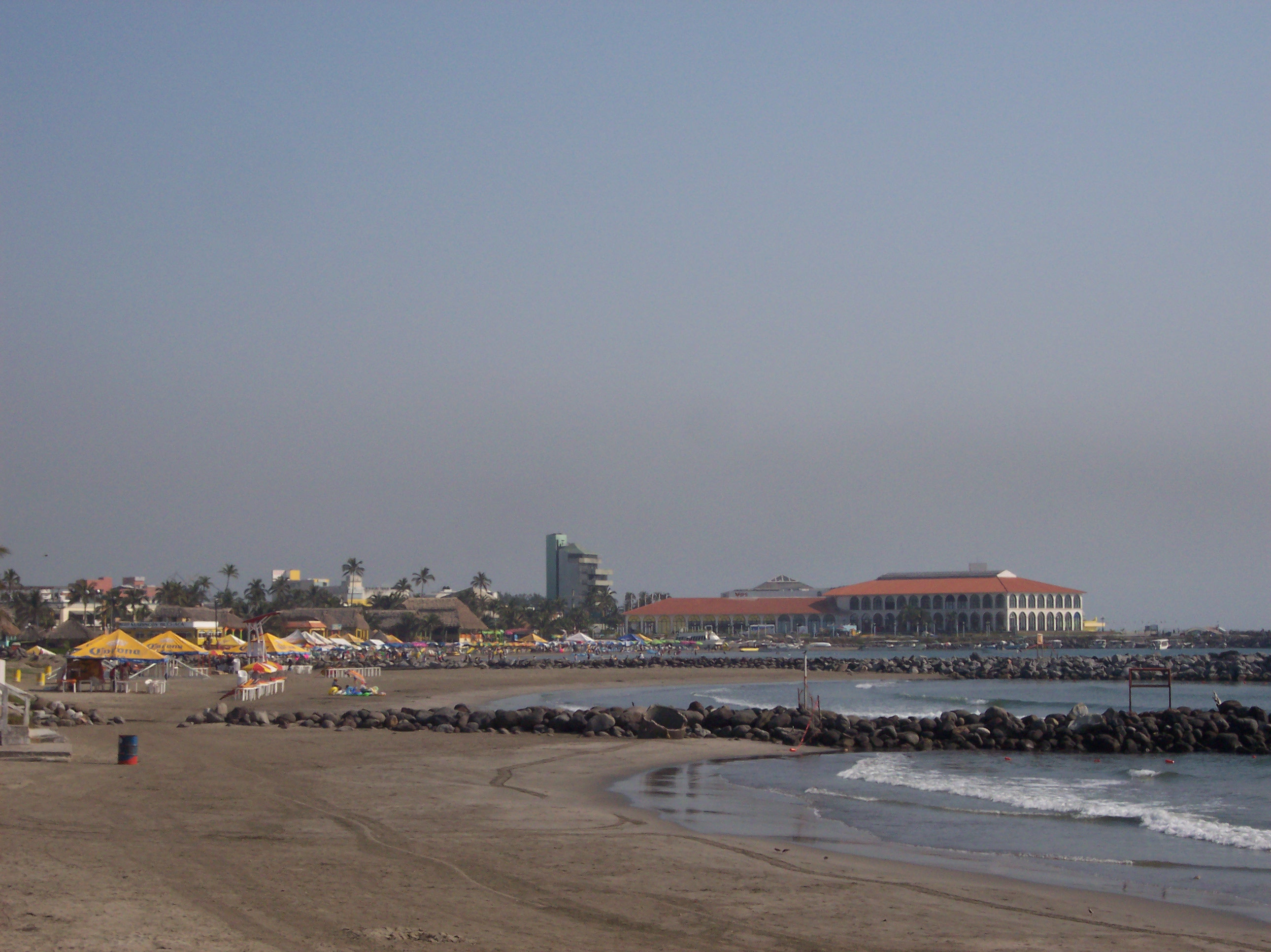
Playa Villa del Mar en el puerto de Veracruz.
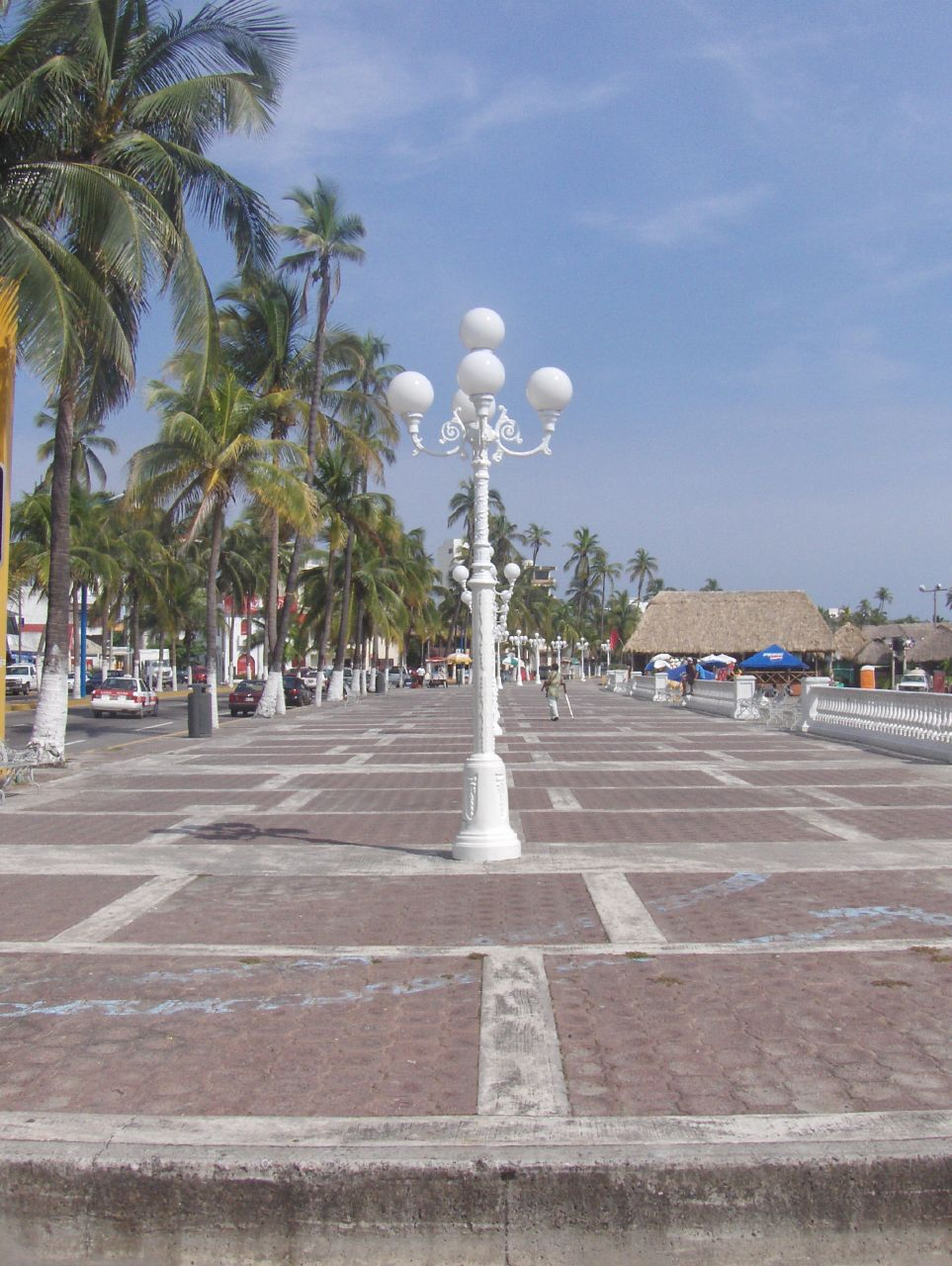
Boulevard Manuel Ávila Camacho en el puerto de Veracruz.
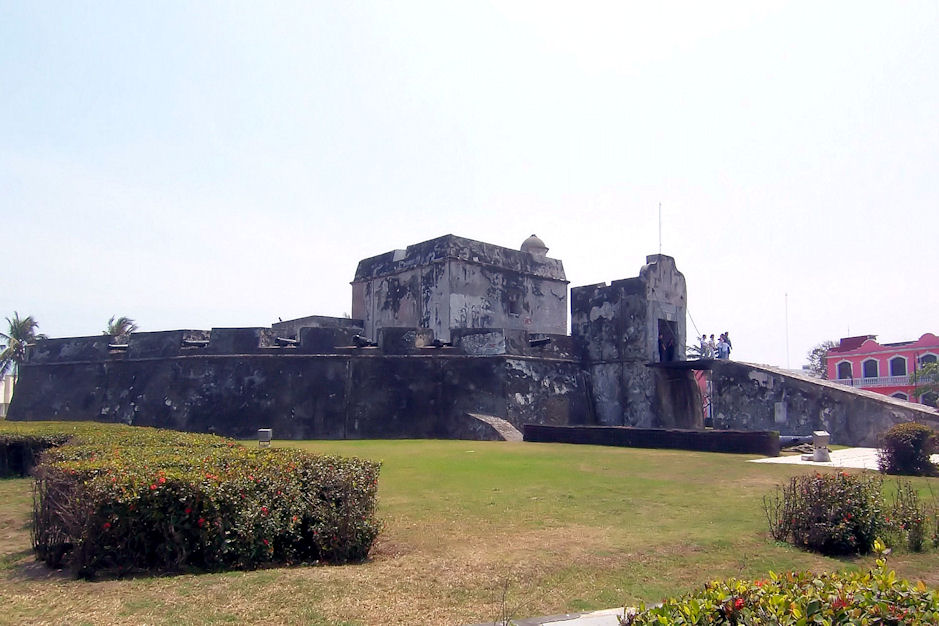
Baluarte de Santiago en el puerto de Veracruz.
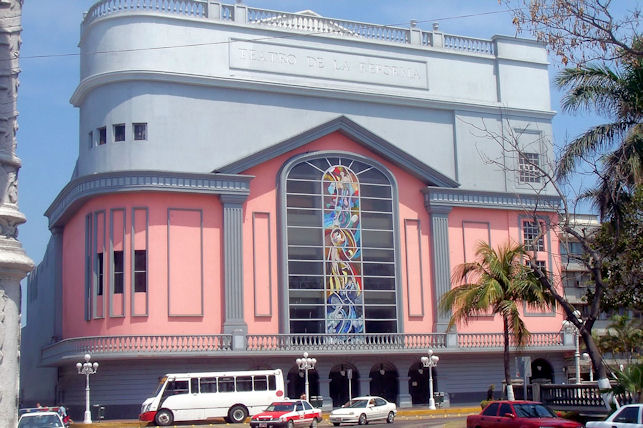
Teatro de la Reforma del puerto de Veracruz.
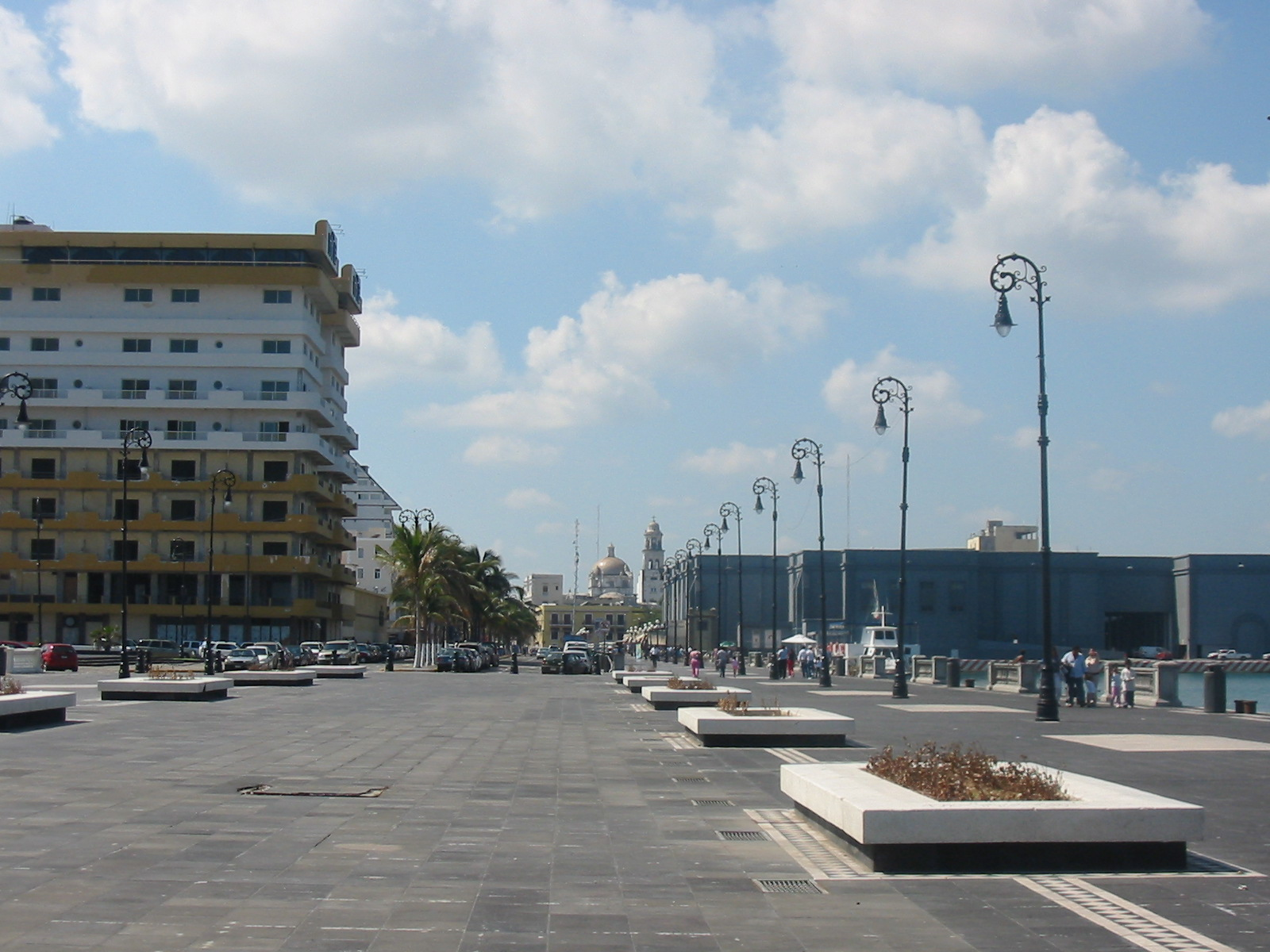
Malecón del puerto de Veracruz.
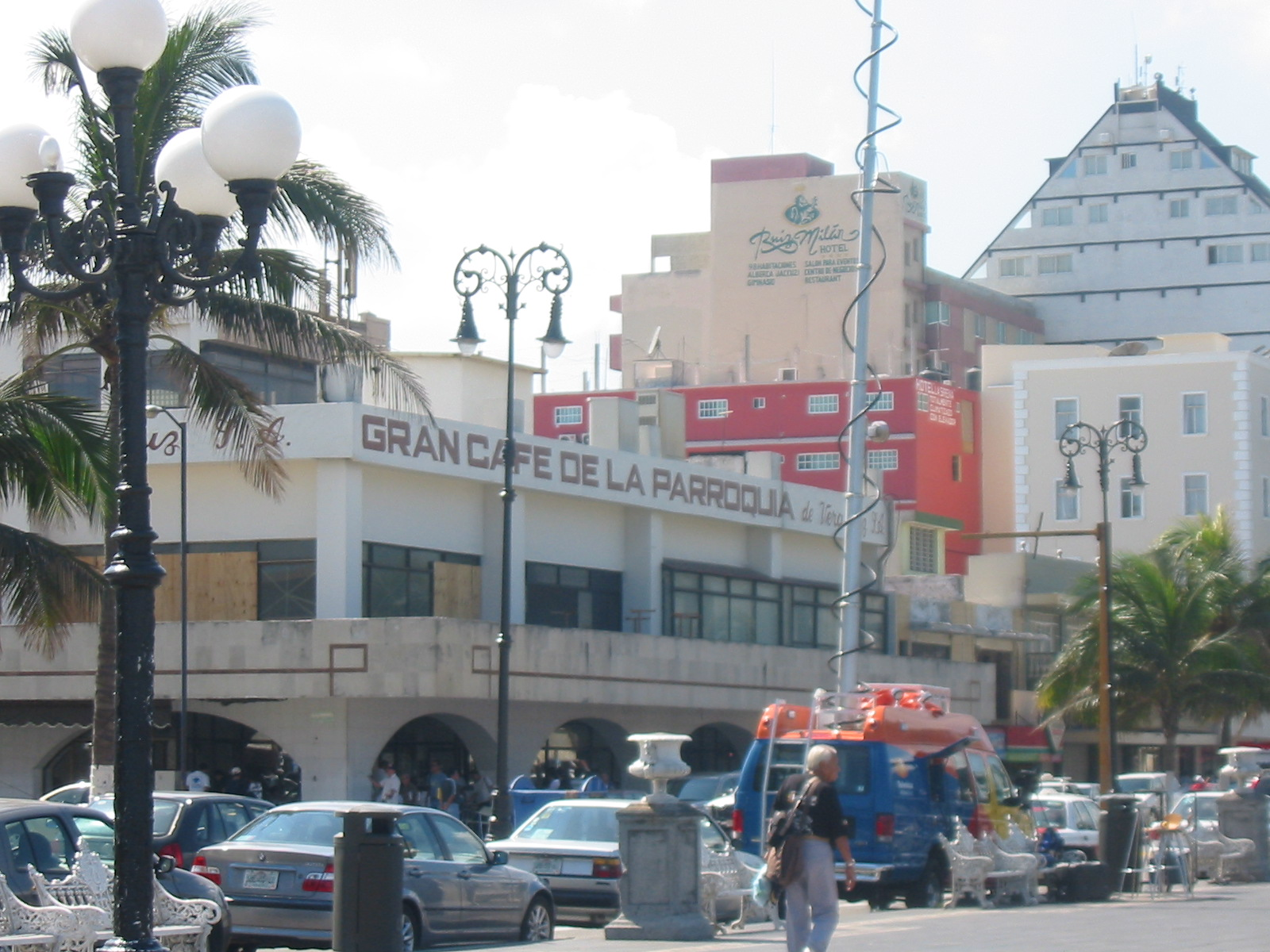
Gran Café de La Parroquia del puerto de Veracruz.
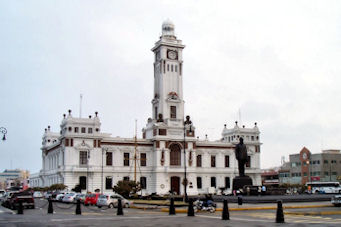
Faro de Venustiano Carranza en el puerto de Veracruz.
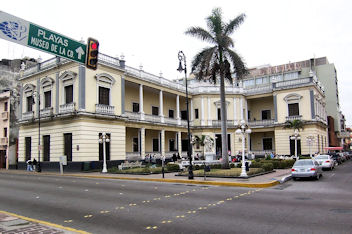
Registro Civil del puerto de Veracruz.
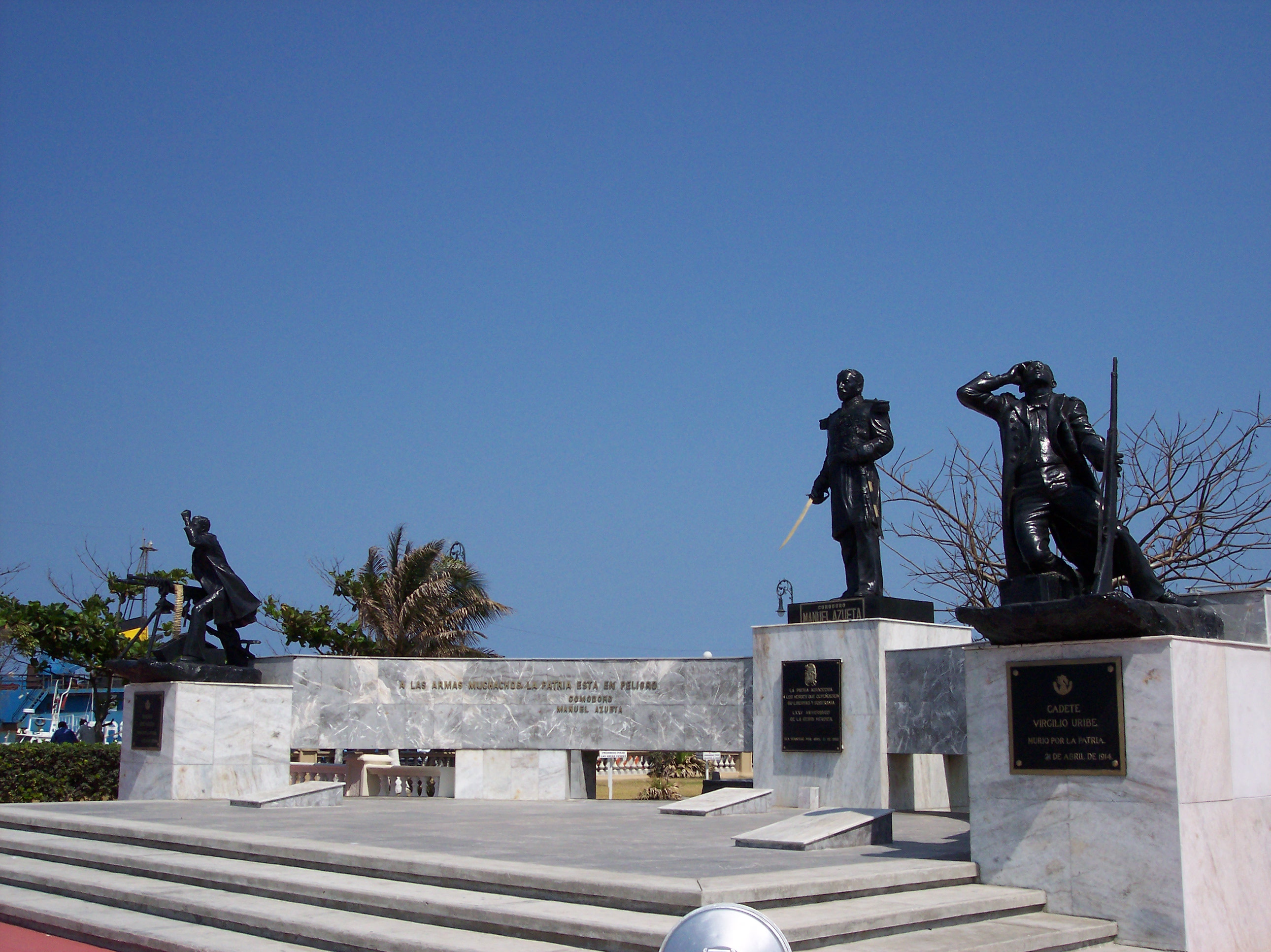
Monumento a la defensa del puerto de Veracruz del 21 de abril de 1914.
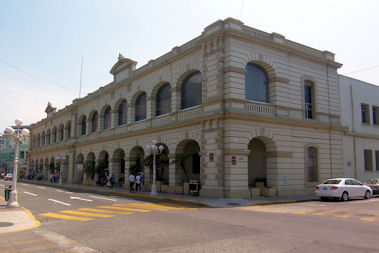
Palacio federal del puerto de Veracruz.
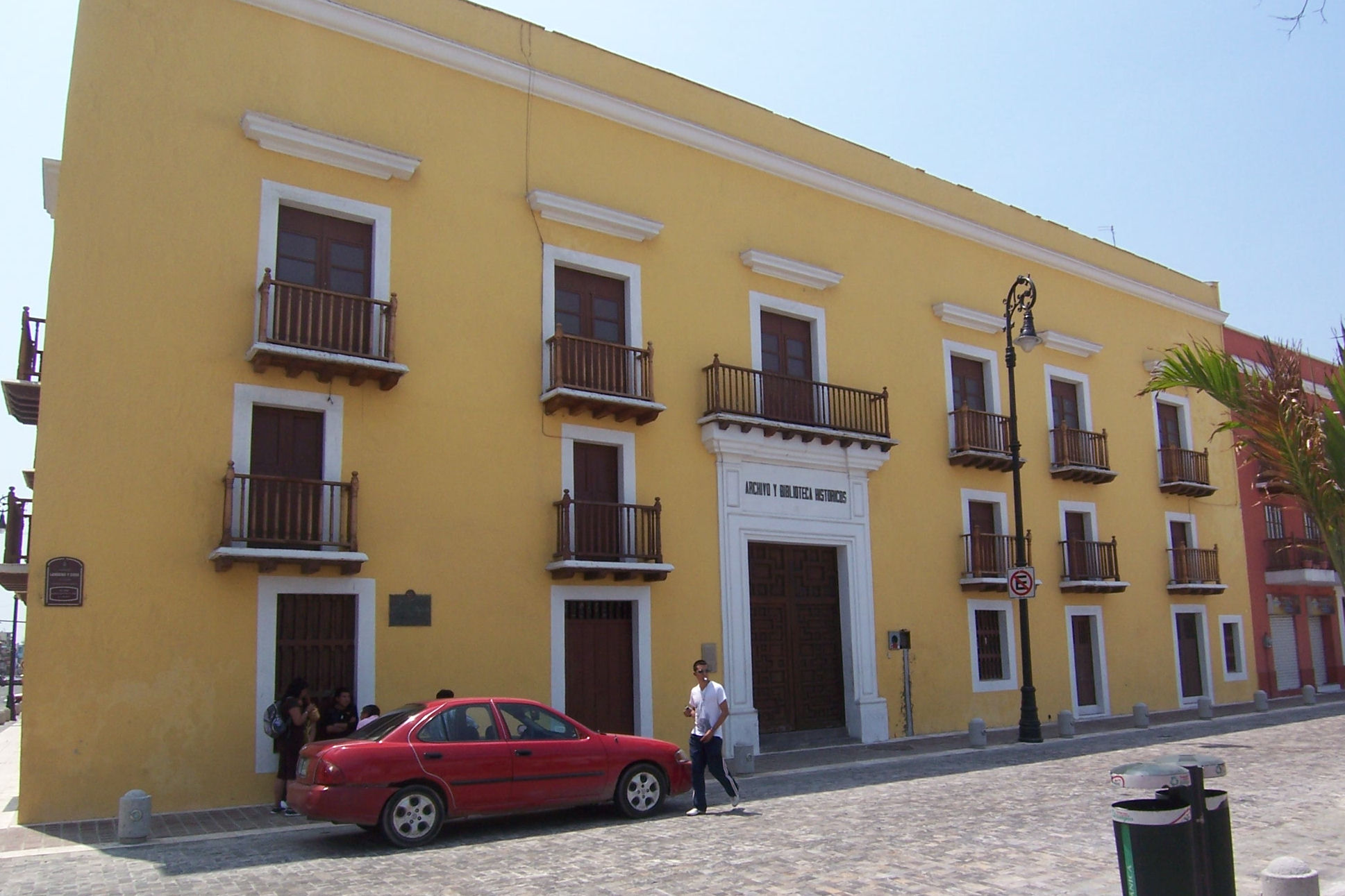
Archivo y biblioteca históricos del puerto de Veracruz.
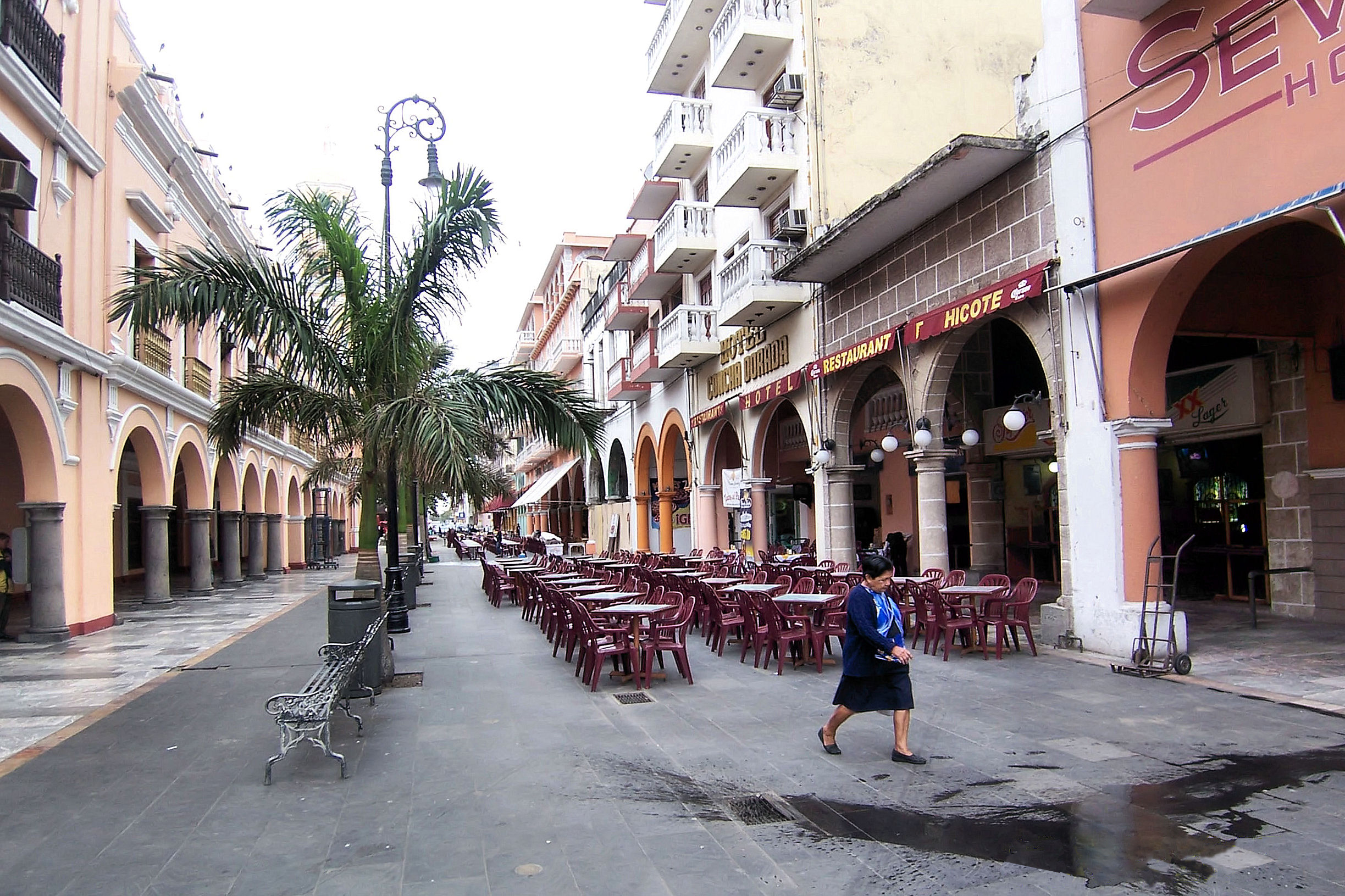
Los portales de Lerdo en el puerto de Veracruz.
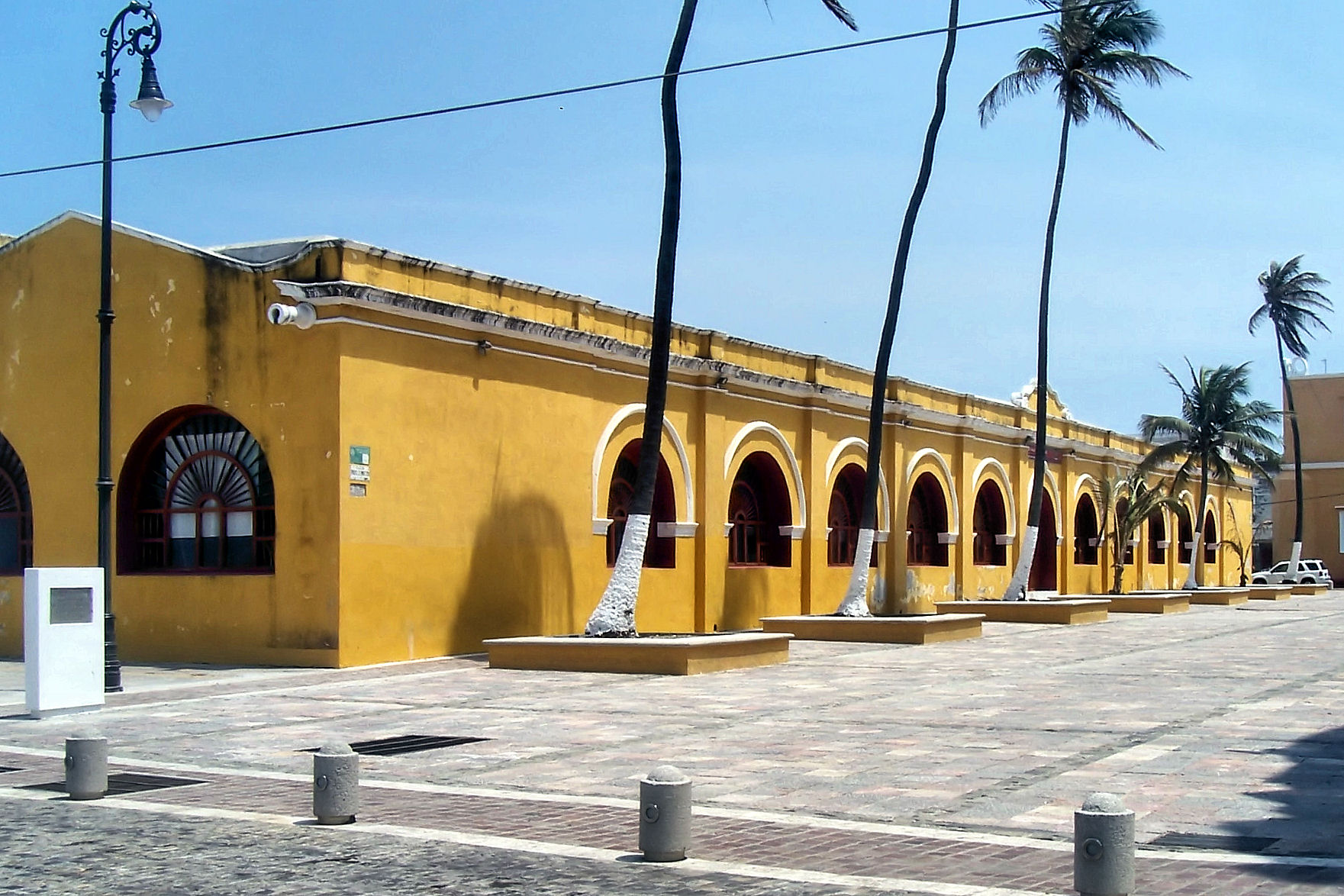
Las Atarazanas del puerto de Veracruz.
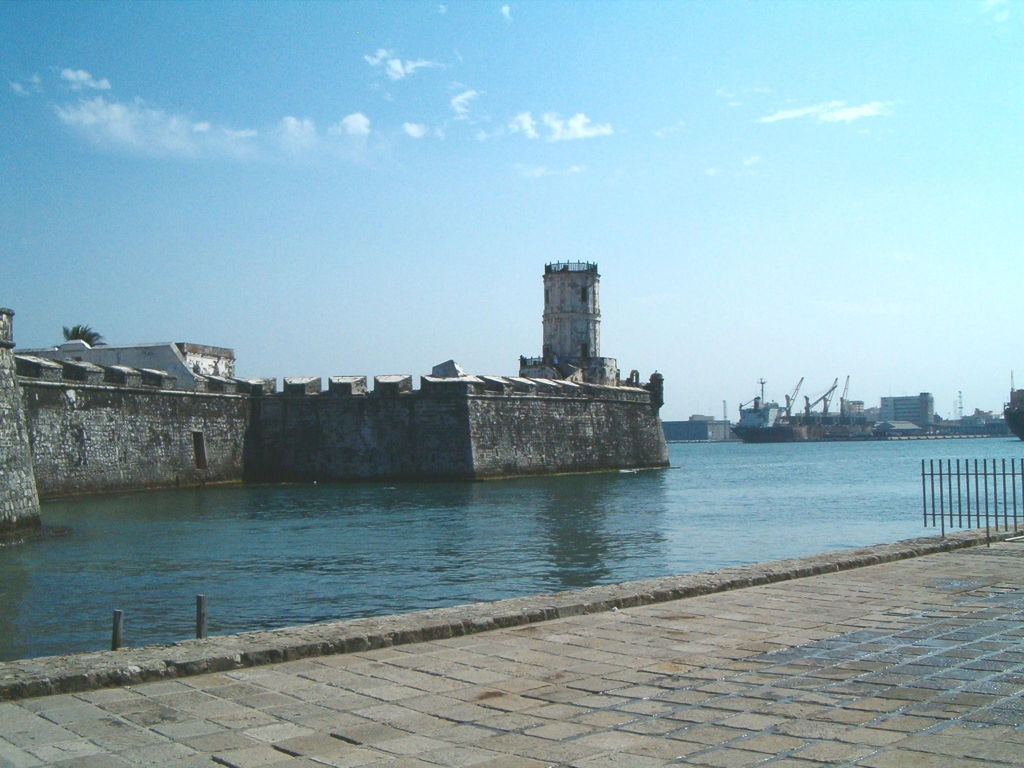
Fortaleza de San Juan de Ulúa en el puerto de Veracruz.
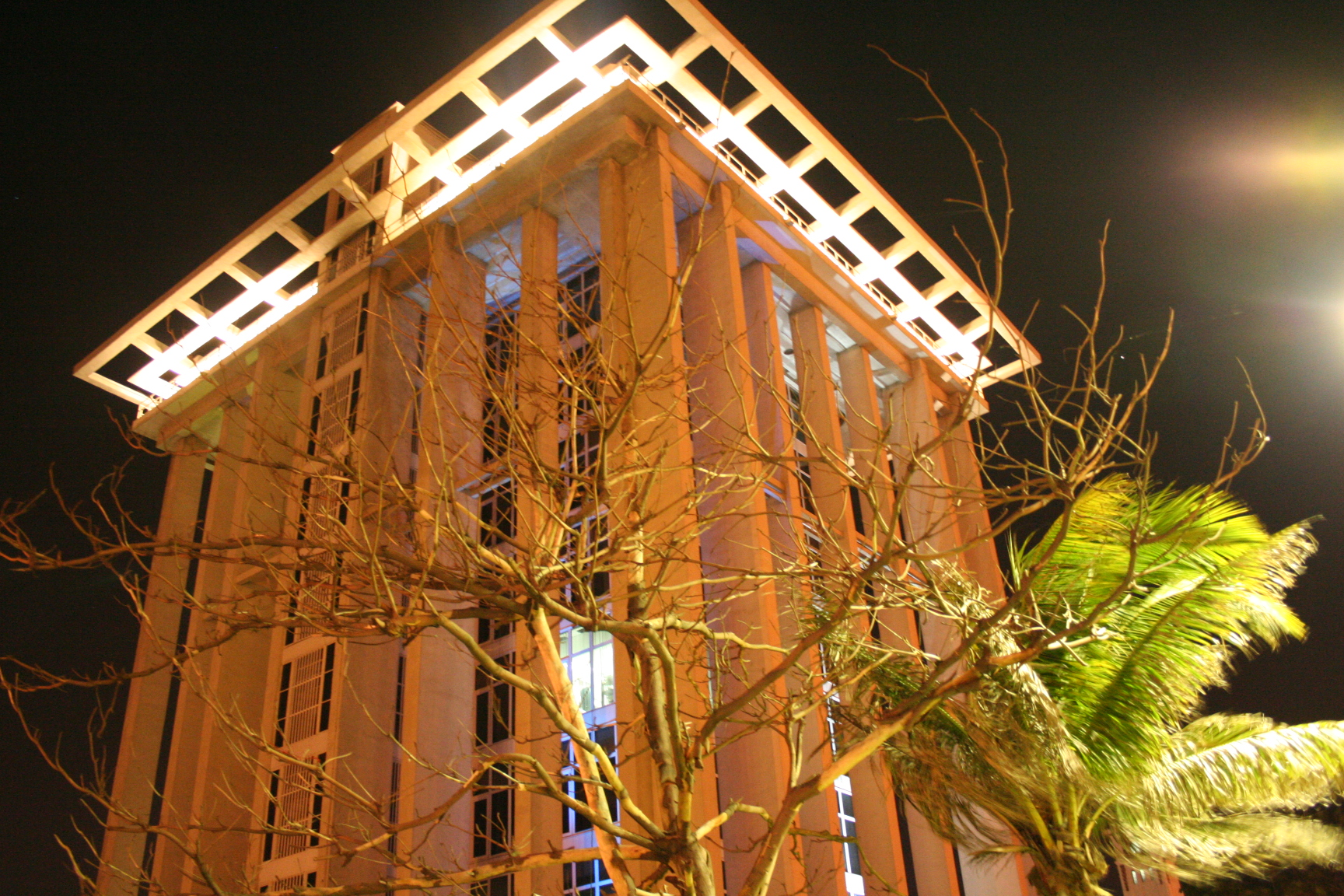
Torre de PEMEX del puerto de Veracruz.
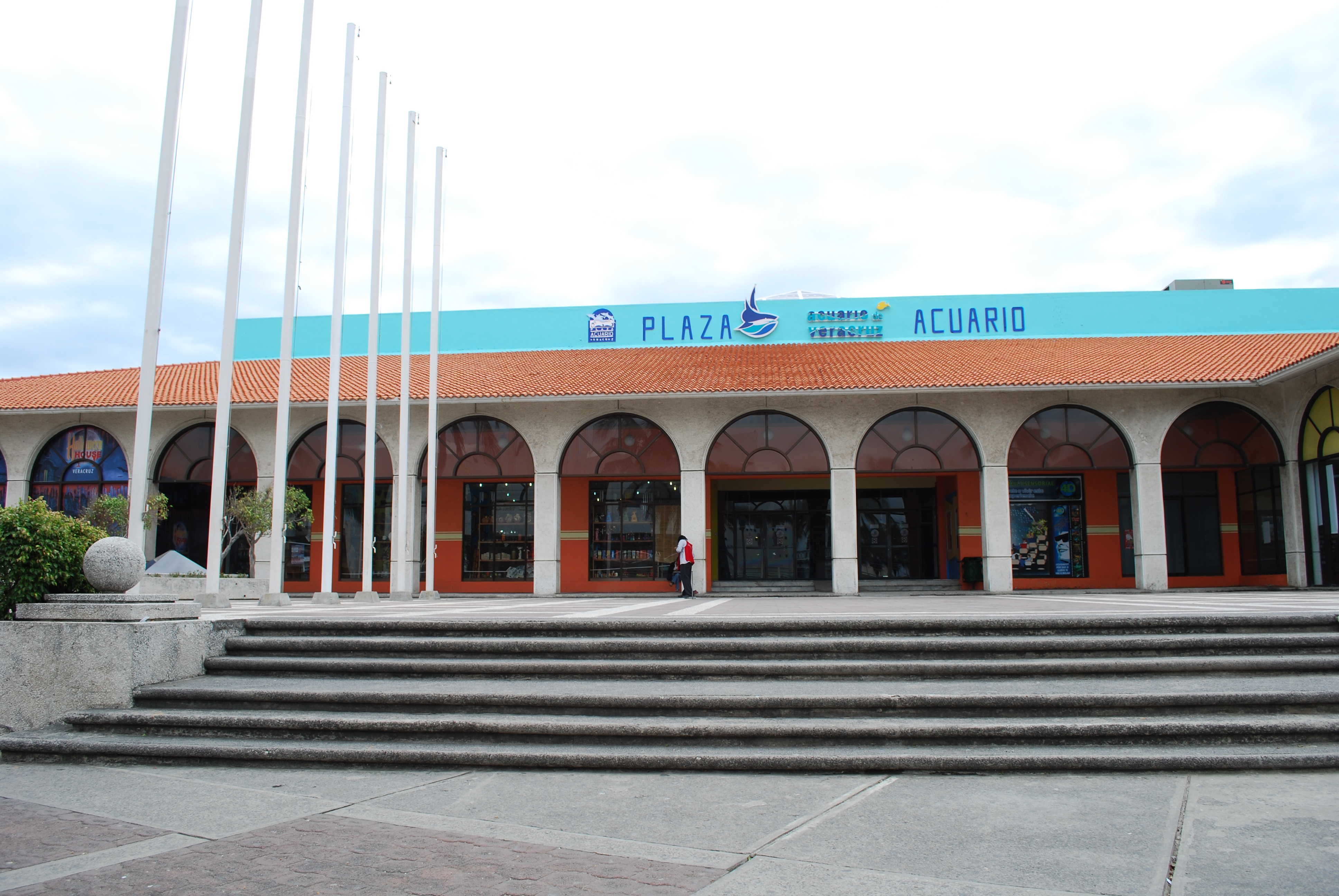
Acuario de Veracruz.
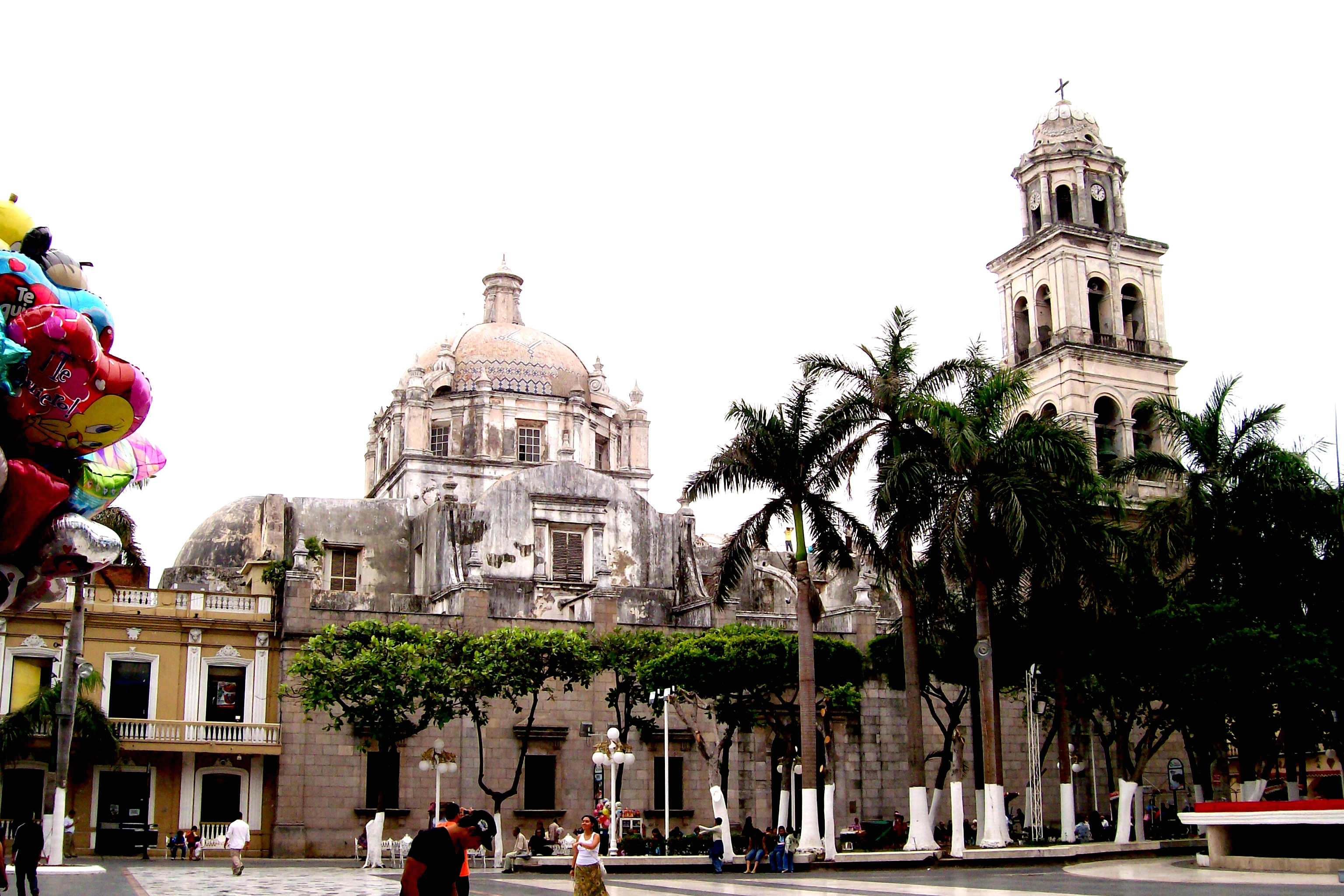
Catedral de Veracruz.
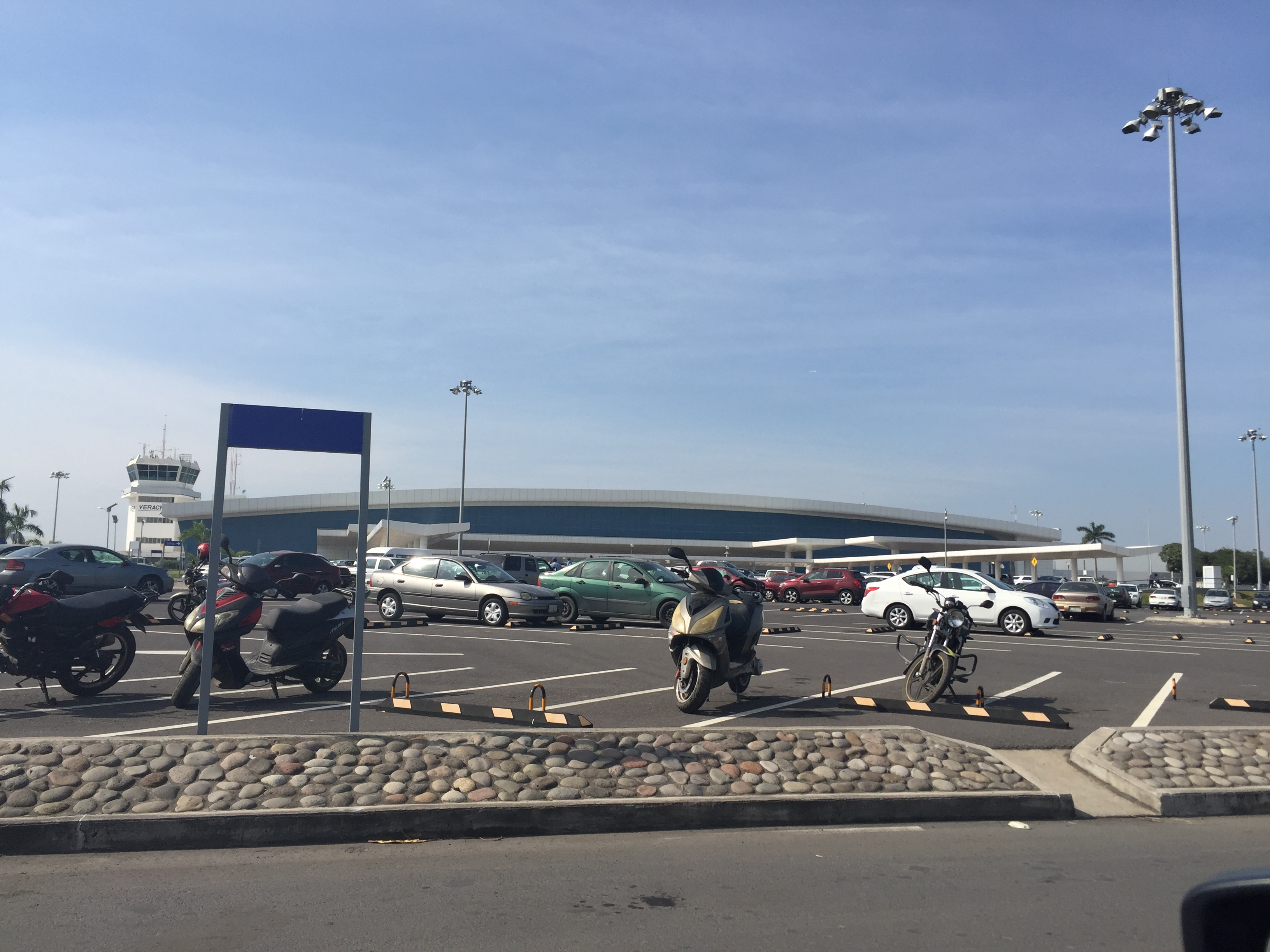
Aeropuerto Internacional de Veracruz.
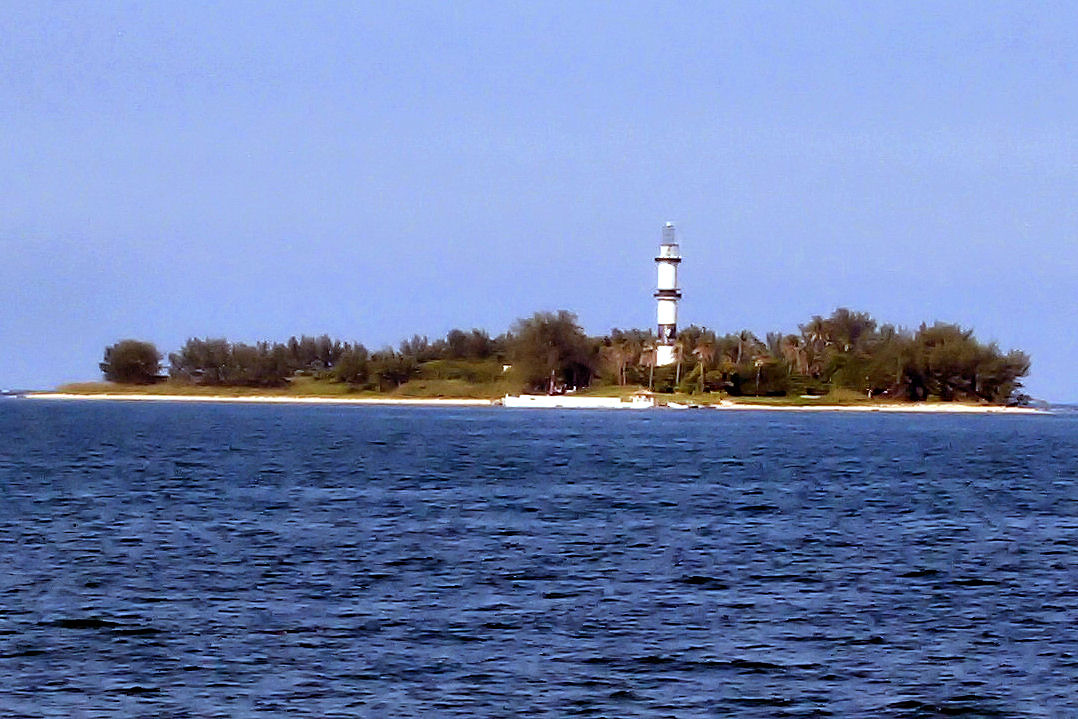
Isla de Sacrificios.
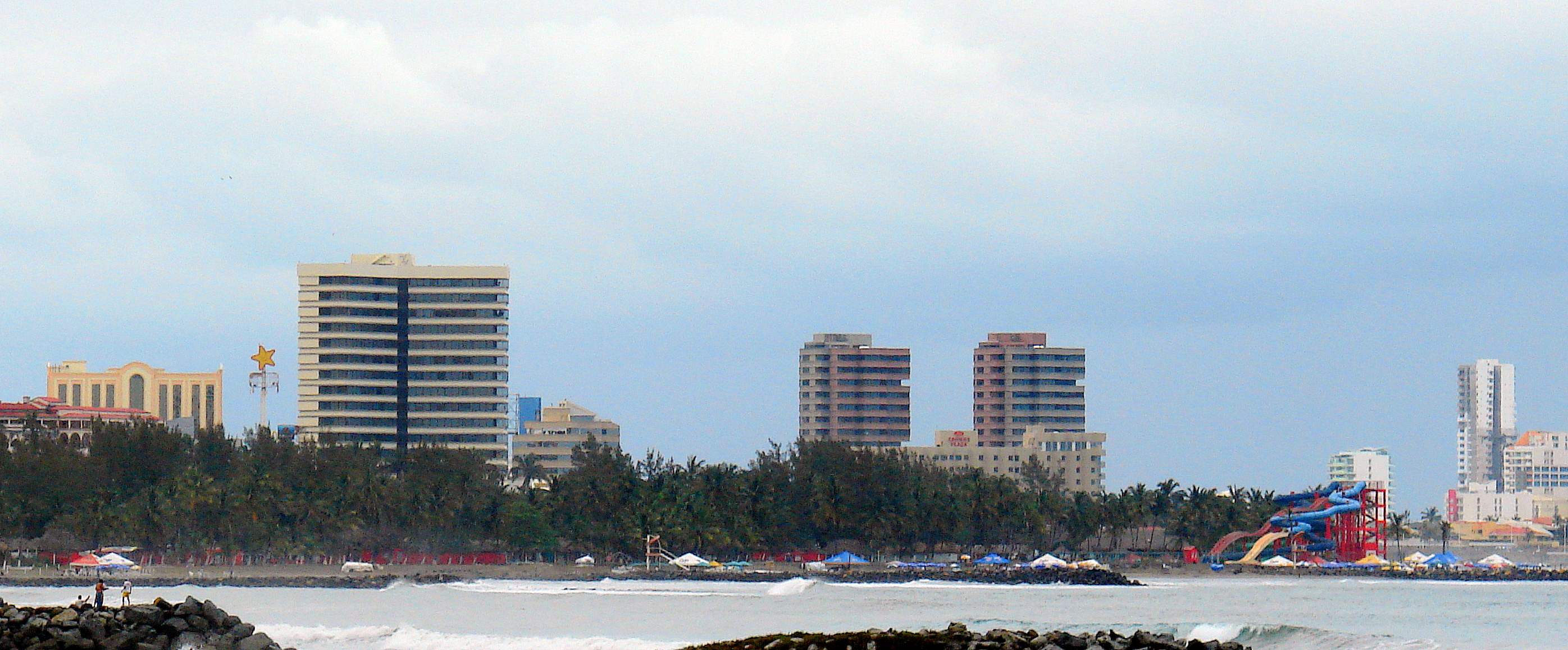
Zona turística de la localidad de Veracruz.
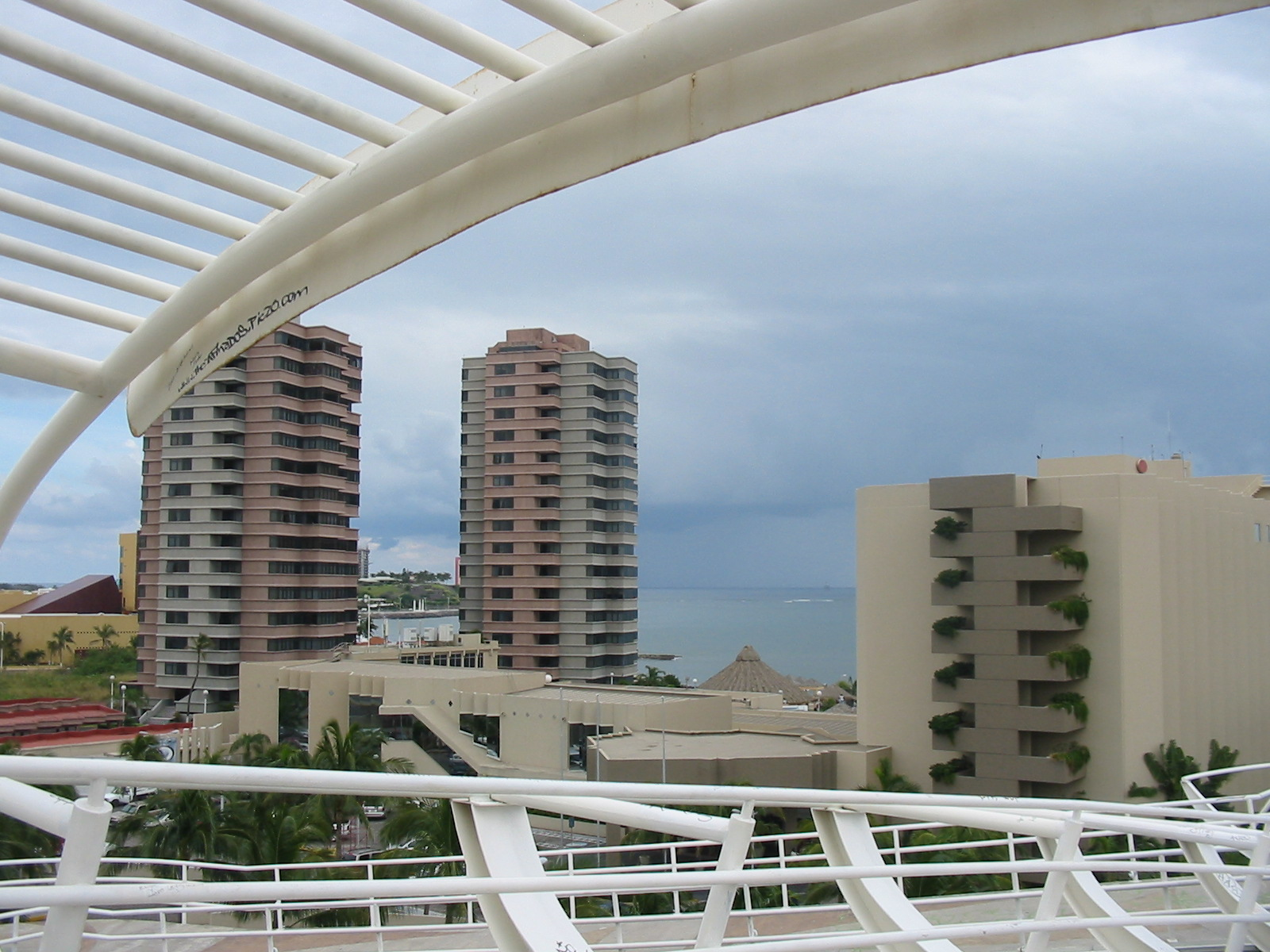
Puente de la Amistad de la localidad de Veracruz.
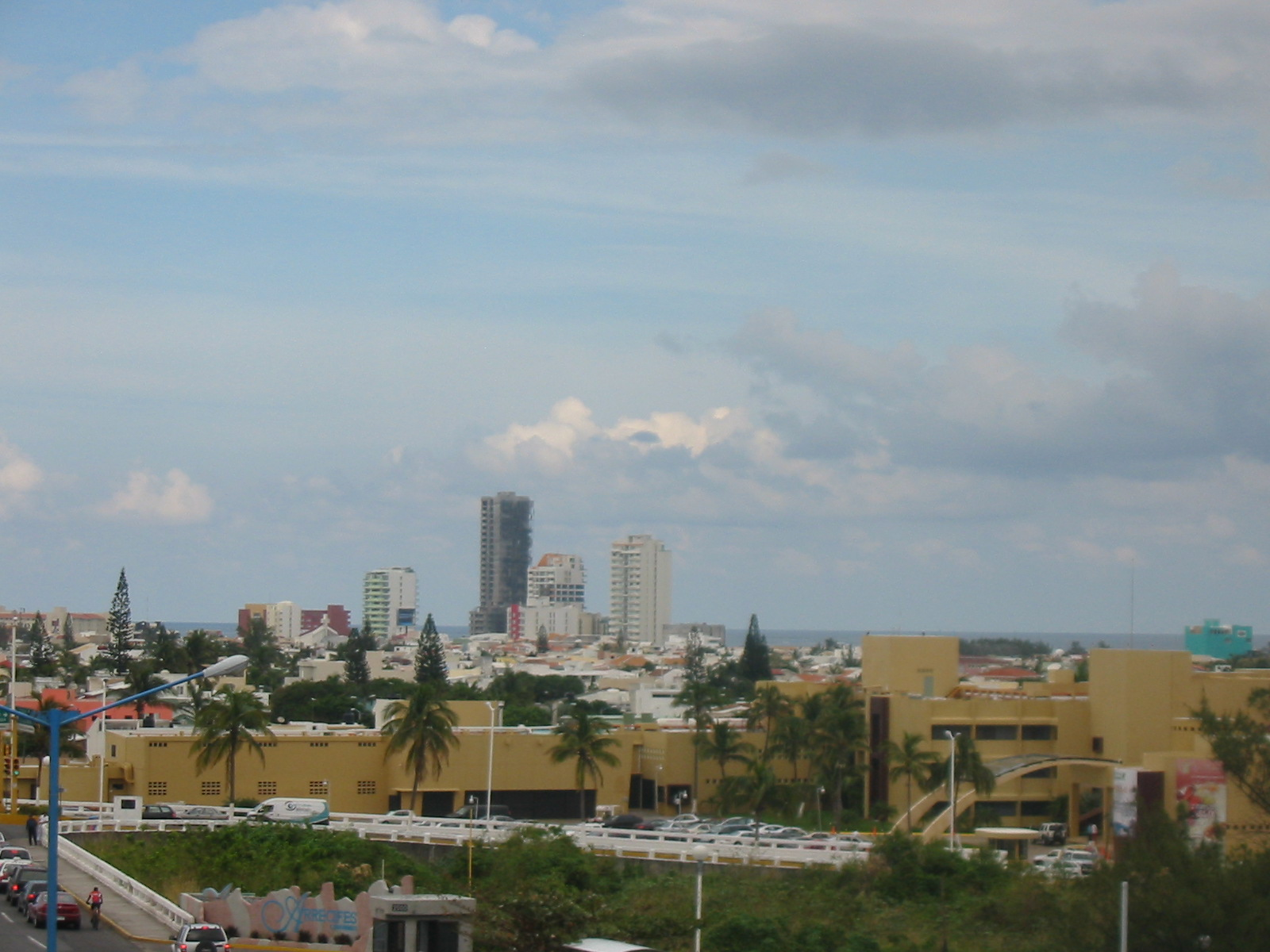
Atardecer con vista al mar en la localidad de Veracruz.
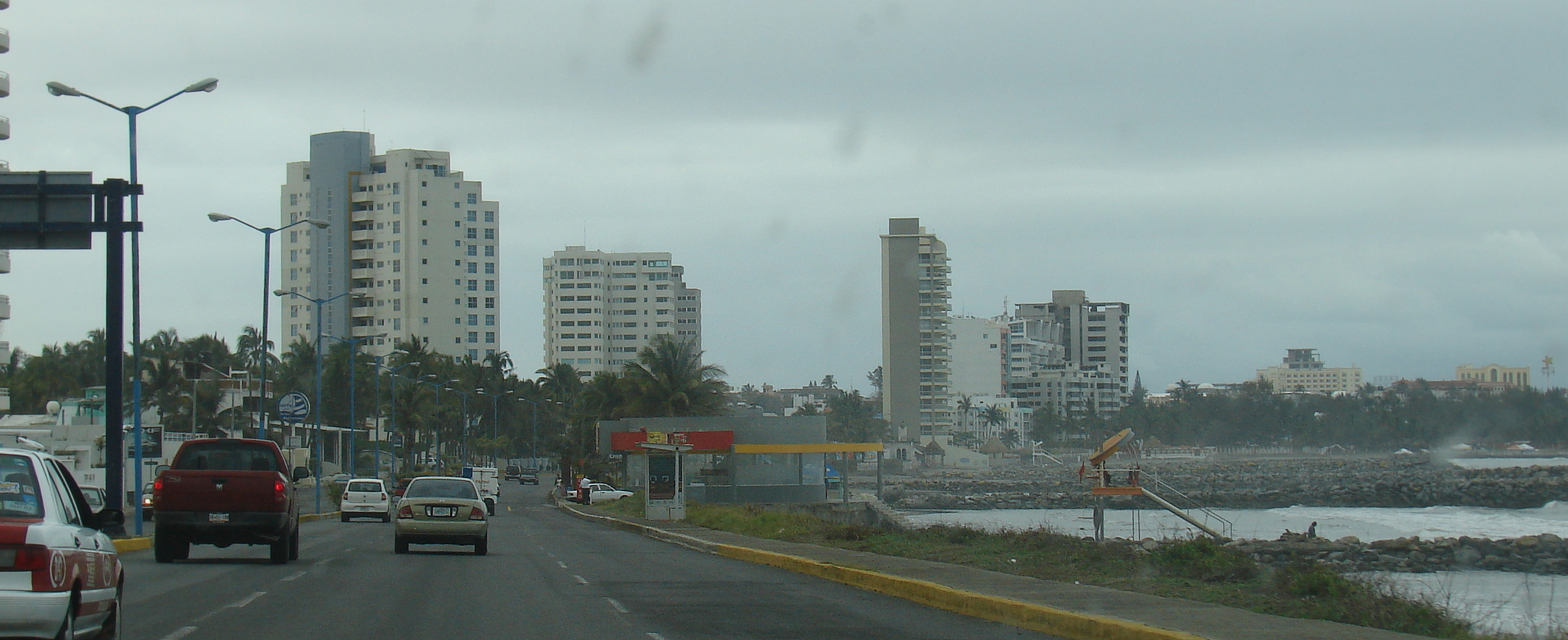
Boulevard Miguel Alemán en la localidad de Veracruz.
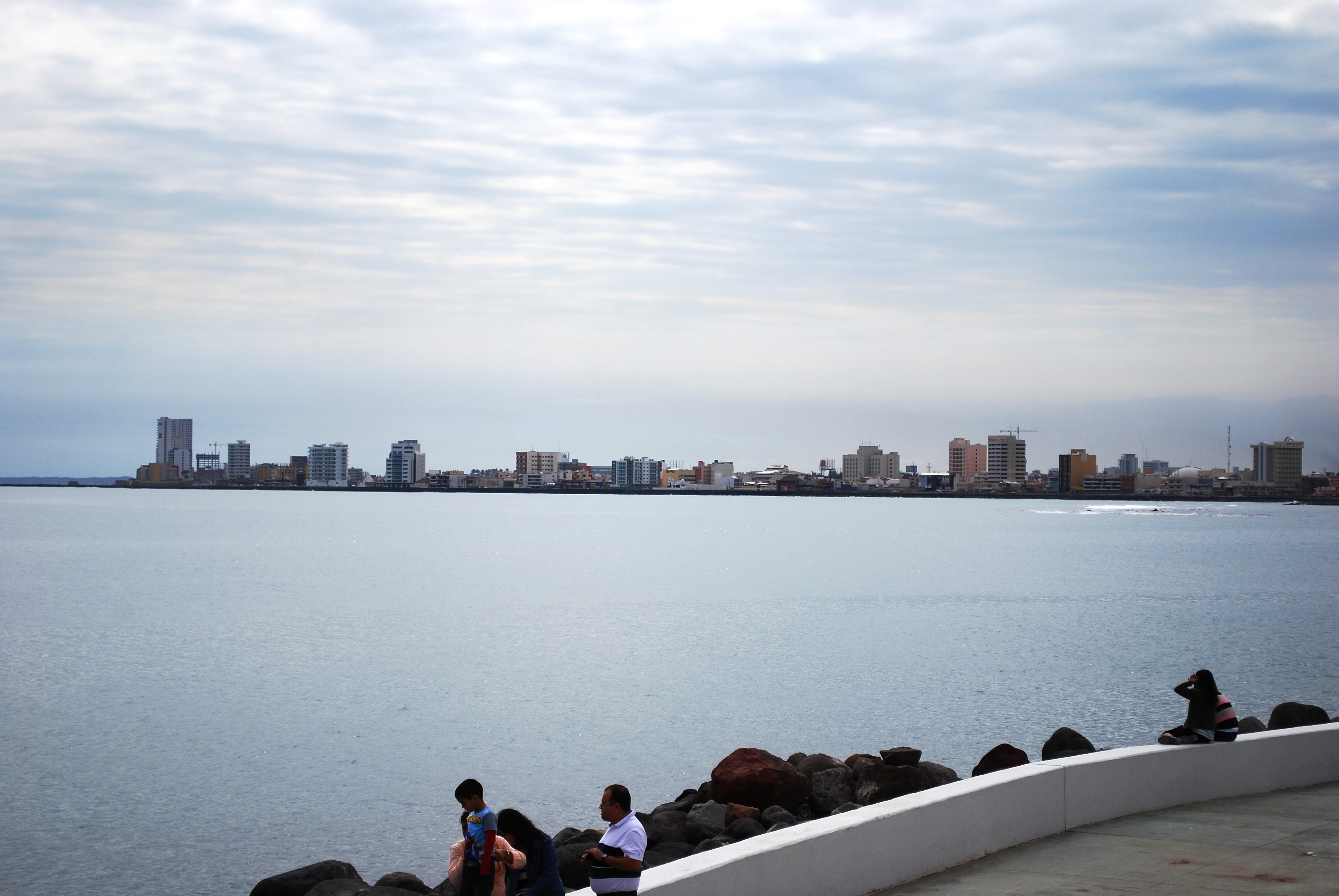
Boulevard Manuel Ávila Camacho en la localidad de Veracruz.
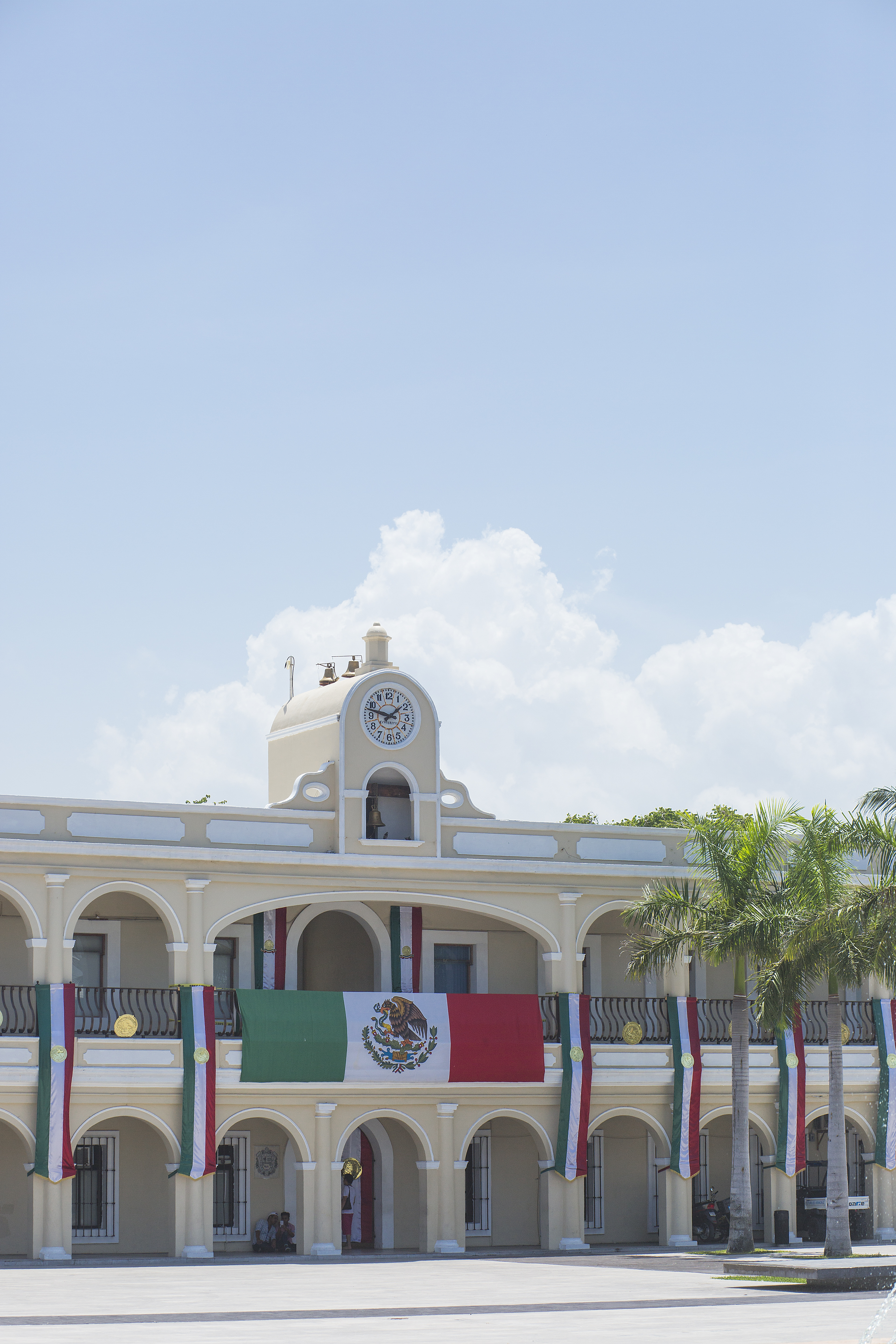
Palacio Municipal de Boca del Río.
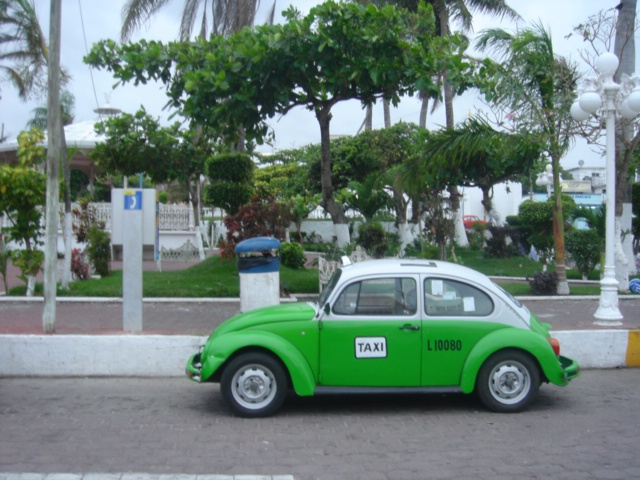
Zócalo de Boca del Río.
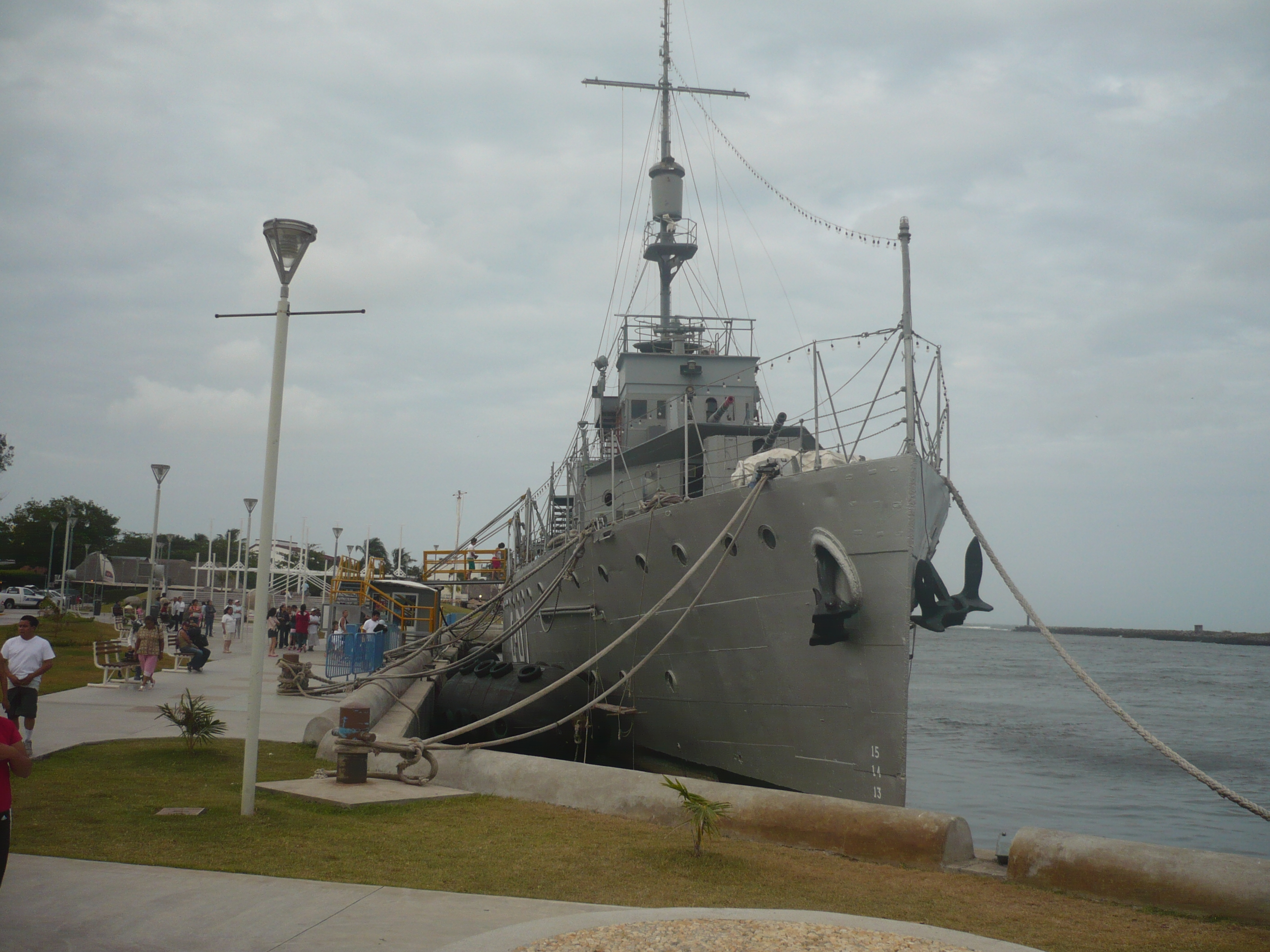
Malecón de Boca del Río.
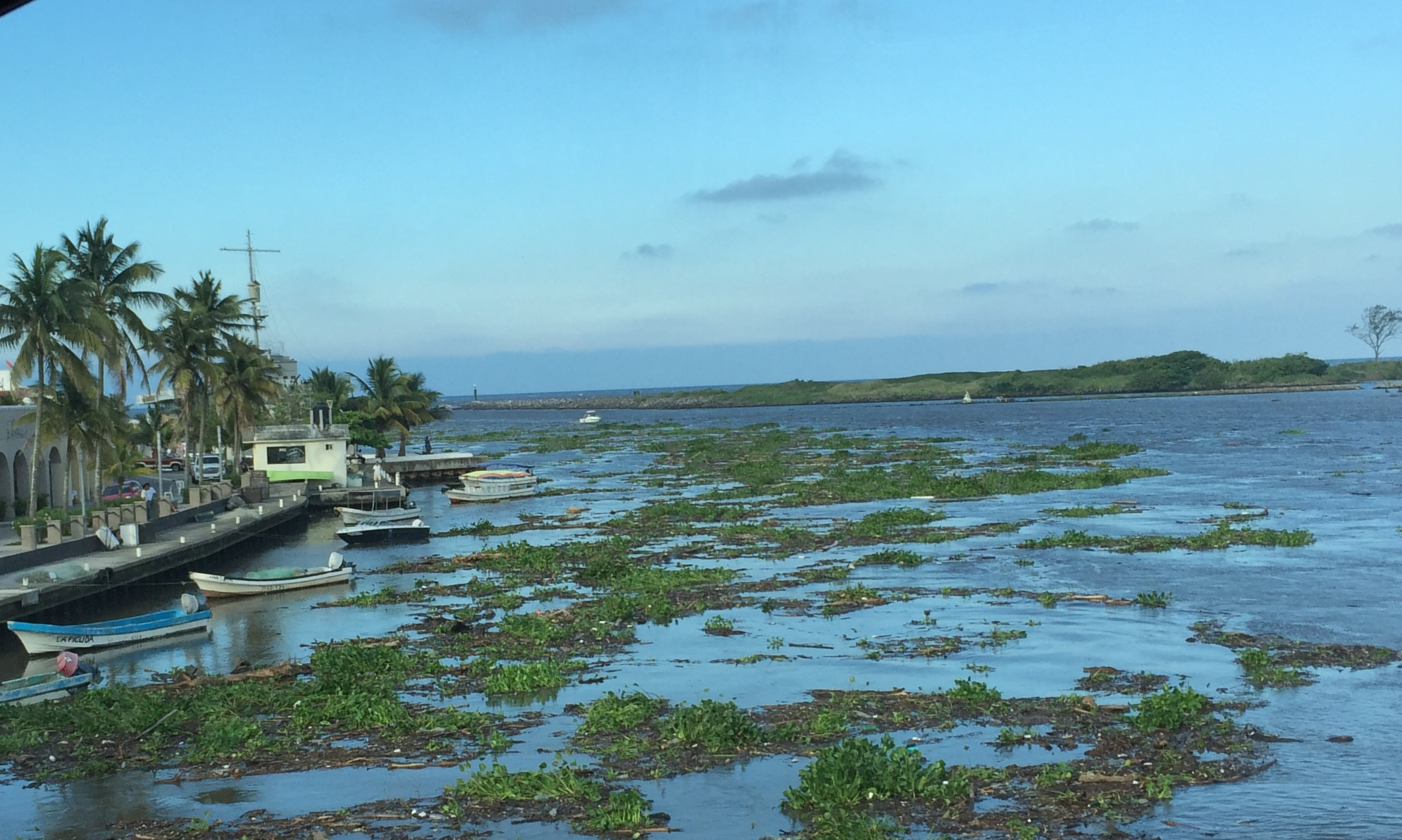
Vista del Río Jamapa en Boca del Río.
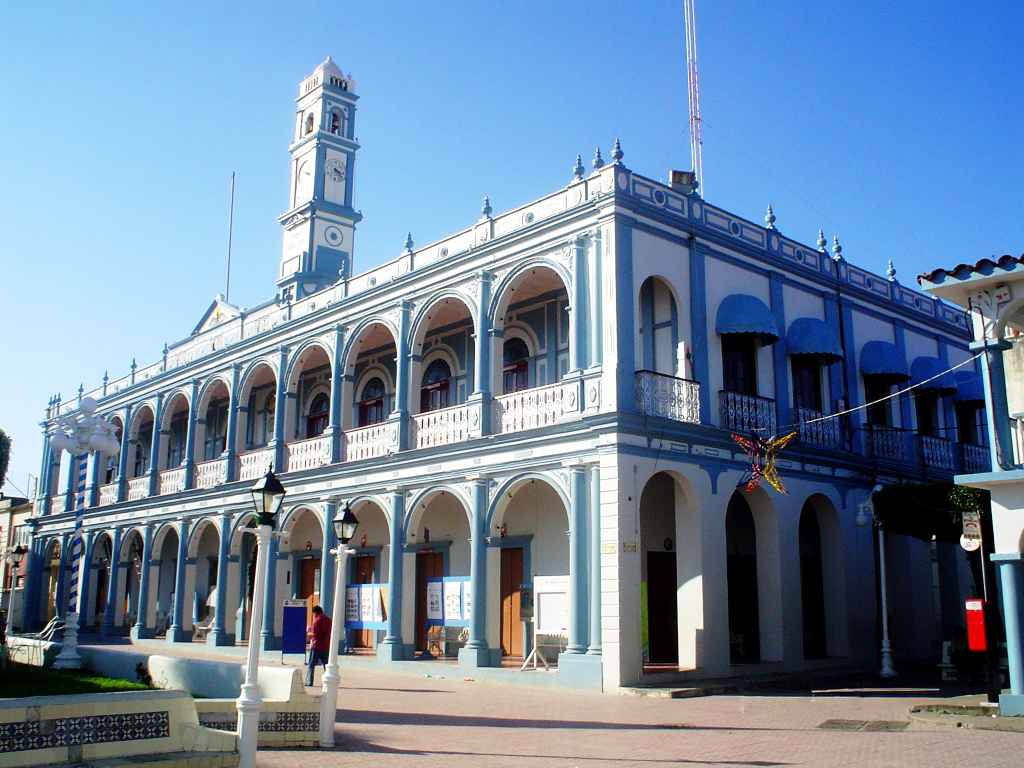
Palacio municipal de Alvarado.
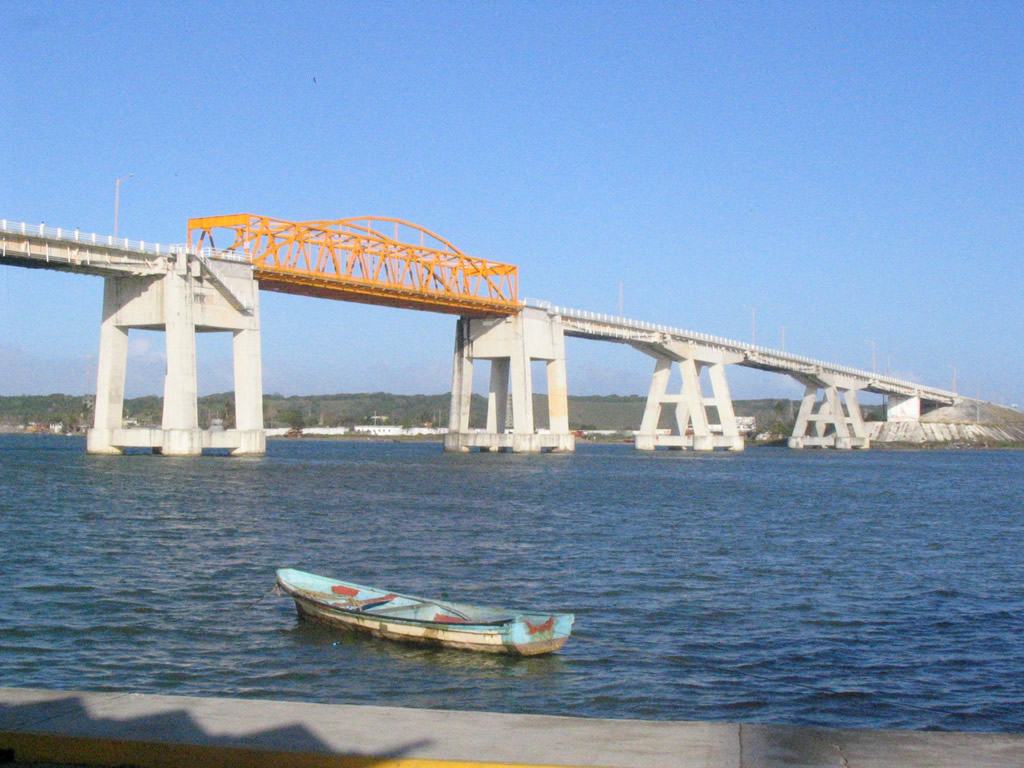
Puente de Alvarado.
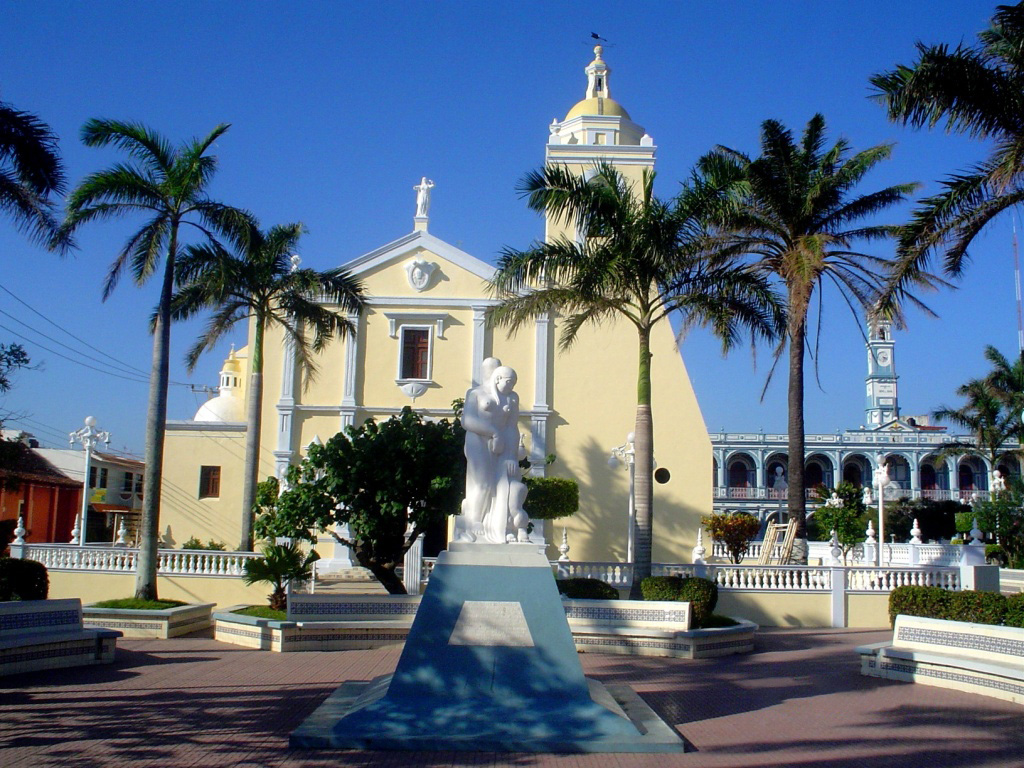
Monumento a los Héroes de Sotavento y Parroquia de Nuestra Señora del Rosario en Alvarado.
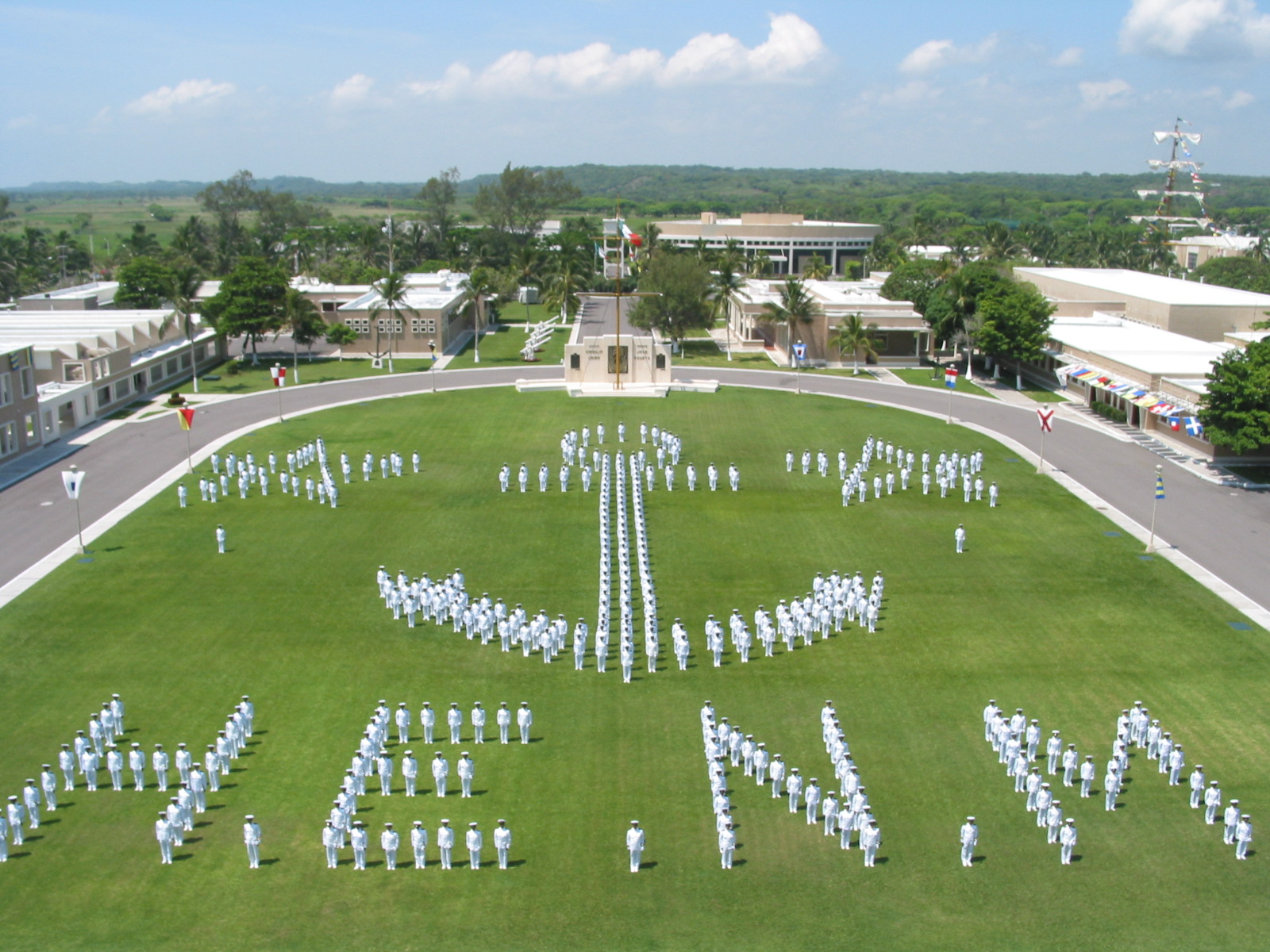
Heroica Escuela Naval Militar en Antón Lizardo.
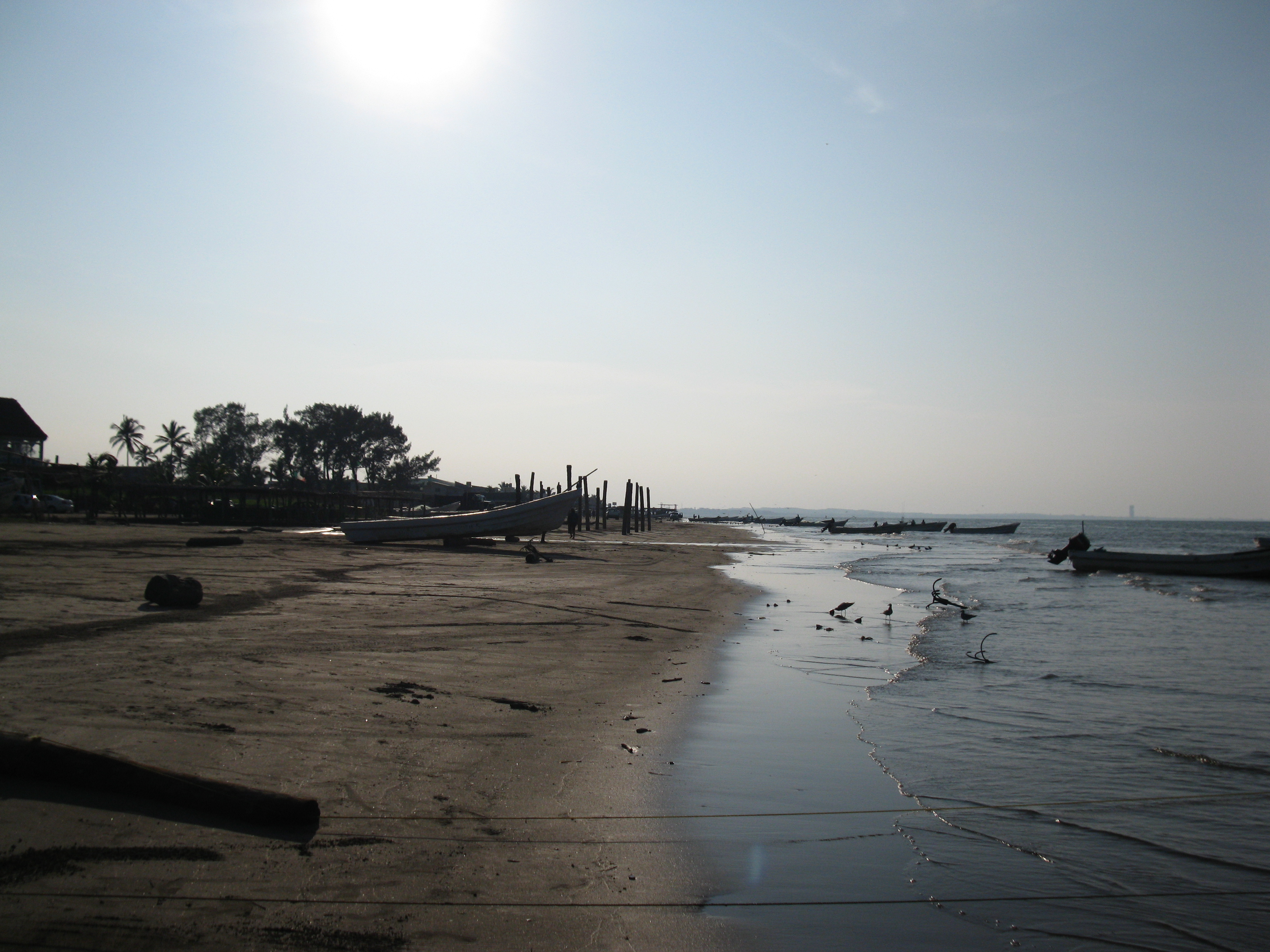
Playa de Antón Lizardo.
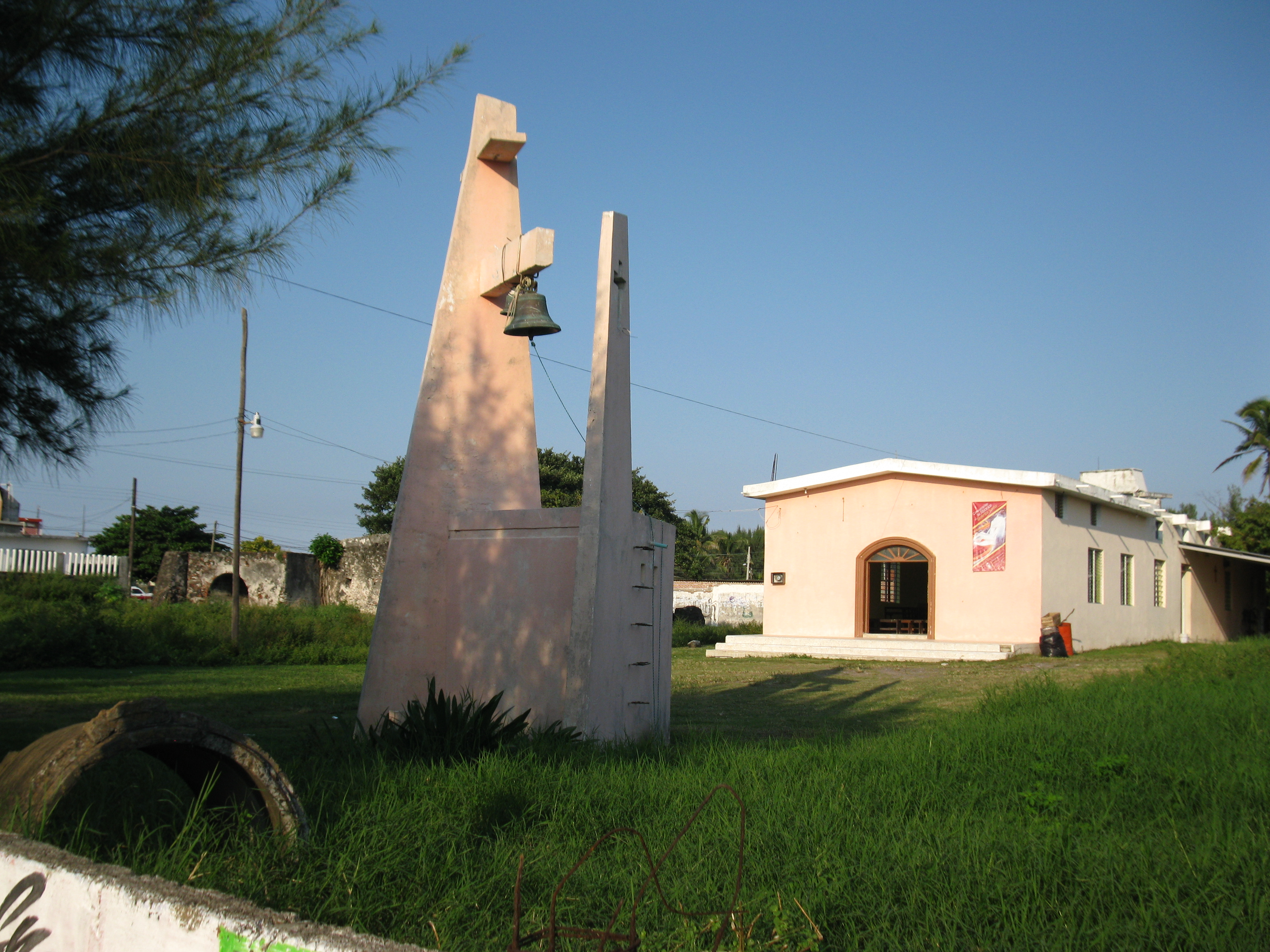
Iglesia de Antón Lizardo.
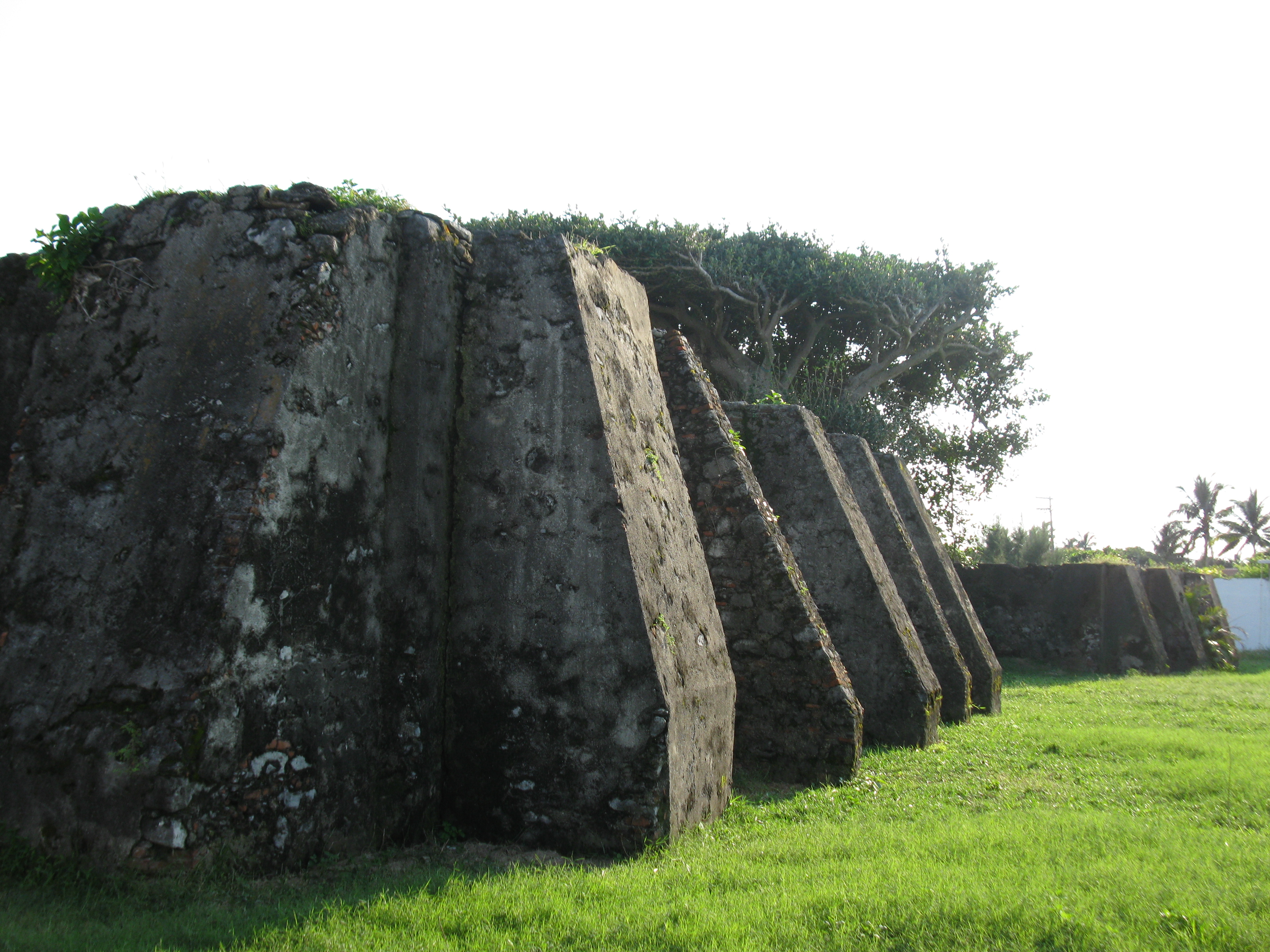
Ruinas de Antón Lizardo.